# Mamo Volde
Demise »Mamo« Volde (Demisse Mamo Wolde), etiopski atlet, * 12. junij 1932, Diri Džile (Diri Jille), † 26. maj 2002, Adis Abeba, Etiopija.
Sodeloval je na atletskem delu poletnih olimpijskih igrah leta 1956, 1964, 1968 in 1972.